# جرالد پدیو
جرالد پدیو (انگلیسی: Gerald Paddio؛ زادهٔ ۲۱ آوریل ۱۹۶۵) بازیکن بسکتبال اهل ایالات متحده آمریکا است.
از باشگاه‌هایی که در آن بازی کرده‌است می‌توان به ایندیانا پیسرز و نیویورک نیکس اشاره کرد.